# Уплотненный катком бетон
Уплотненный катком бетон (УКБ) или укатанный бетон — специальная смесь бетона, которая имеет практически те же ингредиенты, что и обычный бетон, но в других соотношениях с частичной заменой портландцемента золой-уносом. УКБ представляет собой смесь цемента/зольной пыли, воды, песка, заполнителя и обычных добавок, но содержит гораздо меньше воды. Полученная смесь более сухая, и при её затвердевании практически не происходит осадки. УКБ укладывается аналогично мощению — материал доставляется самосвалами или конвейерами, распределяется бульдозерами или специально модифицированными асфальтоукладчиками, а затем уплотняется виброкатками или обычными катками.
Поскольку тепло, выделяемое при гидратации золы-уноса, значительно меньше, чем тепло, выделяемое при гидратации портландцемента, то при затвердевании УКБ внутренние деформации и напряжения по сравнению с обычным бетоном менее значительны, что является преимуществом, и его по этой причине часто применяют при строительстве массивных бетонных конструкций.
В 1970-х годах УКБ рекламировался в технических журналах как революционный материал, подходящий, среди прочего, для строительства плотин. К его преимуществам относятся более высокие темпы укладки бетона, более низкие материальные затраты и более низкие затраты, связанные с охлаждением и опалубкой. Первоначально УКБ использовался для строительства нижней засыпки, то есть подстилающего слоя, или самого бетонного дорожного покрытия, но, благодаря своему ме́ньшему тепловыделению, он начал всё чаще использоваться для строительства бетонных гравитационных плотин[П1].